# 虹彩毛様体炎
虹彩毛様体炎（こうさいもうようたいえん、英Iridocyclitis）とは、虹彩（茶目）と虹彩に隣接する毛様体が炎症を起こすもの。ぶどう膜炎のうち主に虹彩に限局して起きるものを指す。

## 概要
虹彩と虹彩に隣接する毛様体が炎症を起こし、眼痛を伴うことが多い。視力低下、眼痛を訴え、結膜充血する。リウマチなどの全身疾患の一症状として起きるほか、局所的な感染症でも発病することがある。

## 治療
ステロイド剤や消炎鎮痛剤の点眼や内服で消炎させる。
炎症により虹彩と水晶体の癒着が起こることがあり、緑内障や白内障などの原因となり、散瞳剤を用いて散瞳させる処置を行うこともある。